# 새드 배케이션
《새드 배케이션》(일본어: サッドブェケイション, 영어: Sad Vacation)은 일본에서 제작된 아오야마 신지 감독의 2007년 드라마, 가족 영화이다. 아사노 타다노부 등이 주연으로 출연하였고 카이 나오키 등이 제작에 참여하였다.

## 출연

### 주연
- 아사노 타다노부
- 오다기리 죠
- 이시다 에리

### 조연
- 츠지 카오리
- 미츠이시 켄
- 미야자키 아오이
- 시마다 큐사쿠
- 나카무라 카츠오
- 이타야 유카
- 토요타 마호
- 코라 켄고

## 기타
- 원작자: 아오야마 신지
- 미술: 시미즈 츠요시